# 倉敷市立葦高小学校
倉敷市立葦高小学校（くらしきしりつ あしたかしょうがっこう）は、岡山県倉敷市笹沖にある市立小学校。

## 沿革
《主要な出典：》
- 1971年（昭和46年）
  - 4月1日 - 大高小学校より分離し葦高小学校を新設する。
  - 5月21日 - 葦高小学校開校式が行われる。
- 1980年（昭和55年）5月 - 開校10周年記念式典が行われる。
- 1990年（平成2年）11月 - 創立20周年記念式典が行われる。
- 2000年（平成12年）11月 - 創立30周年記念式典・祝30ハッピーカーニバルが行われる。
- 2008年（平成20年）4月 - 本校と隣接の大高小学校で児童数が急激に増加したため、教室不足を解消するため倉敷南小学校が開校する。学区の一部が倉敷南小学校の学区になる。

## 通学区域
- 堀南（大高小学校の通学区域を除く）、笹沖（国道2号線の北側を除く）、吉岡、浦田（県道福田老松線以東の地区）[3]

## 通学区域が隣接している学校
- 倉敷市立粒江小学校
- 倉敷市立倉敷西小学校
- 倉敷市立大高小学校
- 倉敷市立倉敷南小学校
- 倉敷市立旭丘小学校
- 倉敷市立第二福田小学校